# Legnagyobb használható frekvencia
A rádiózásban a legnagyobb használható frekvencia (angol rövidítéssel: MUF) az a legnagyobb rádiófrekvencia, ami két pont között adatátvitelre használható. Ezt az teszi lehetővé, hogy a rádióhullámok részben visszaverődnek az ionoszféráról. A visszaverődés mértéke napszaktól függ, és független az adás teljesítményétől. A fogalomnak elsősorban a rövidhullámú rádiózásban van szerepe. 
Mivel az ionoszféra visszaverődési indexe csökken a frekvencia növekedésével, azért létezik egy legnagyobb használható frekvencia.
Az ionoszféra ionizációs mértéke óráról-órára változik a nap során, és az évszaktól, továbbá a Nap aktuális állapotától is függ.   

## Külső hivatkozások
- MUF Basics